# Гвінейська кухня

Розташування Гвінеї

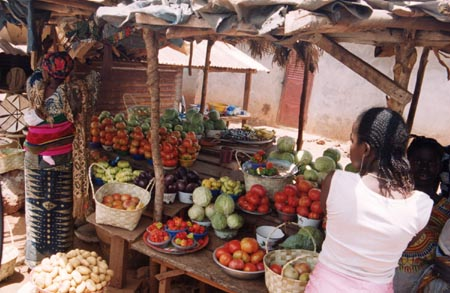
Ринковий прилавок, що торгує овочами у префектурі Дінгірає, Гвінея

Гвінейська кухня — національна кухня Гвінейської Республіки, включає традиційні страви Гвінеї: фуфу, варене манго, смажені банани, смажений батат, і гарбузовий пиріг.

## Основні інгредієнти
Кукурудза є основним продуктом харчування, способи її приготування та використання як інгредієнта різняться залежно від регіону: Середня Гвінея, Верхня Гвінея, Прибережна Гвінея, Лісова Гвінея та район столиці (Конакрі). Вона є частиною західноафриканської кухні і входить до складу фуфу, кукурудзи джоллоф, маафе та кукурудзяного хліба тапалапа (tapalapa bread). Інгредієнтами є і варене листя маніоки.
У сільській місцевості їжу їдять з великої сервірувальної тарілки руками. Десерти рідкість. Гвінейська кухня набула деякої популярності за кордоном, і гвінейські ресторани є в Нью-Йорку (Сполучені Штати Америки).

## Відомі страви

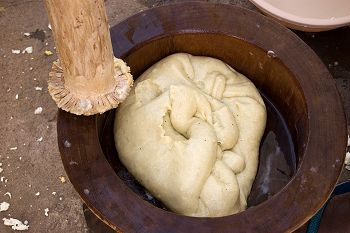
Традиційне приготування фу-фу у ступці з маточкою

Традиційні гвінейські страви включають:
- Фуфу, також відомий як Tô, є пікантною випічкою з соусом з бамії[2]
- Bouille[1]
- Приготовлене манго[1]
- Смажений банан[1]
- Смажений батат[1]
- Fouti (рис)
- Gateau farine [1], різноманітне печиво
- Тамариндовий напій[1]
- Thiacri, солодка сенегальська страва з кускусу та молока[1]
- Poule (курча)[1]
- Konkoé - копчений сом і овочеве рагу[2]
- Bissap, напій з гібіскусу

## Соуси
Традиційні гвінейські соуси включають:
- Соус футі (Footi sauce) - густий, з баклажанами, цибулею, квасолею, водою, томатним соусом та бульйонним кубиком
- Maffe tiga - арахісовий соус або рагу в гвінейсько-сенегальському стилі.
- Маффі гомбо (Maffi gombo) - соус з бамії
- Маффі хакко бантура (Maffi hakko Bantura) - листовий соус з солодкою картоплею
- Маффі супу (Maffi supu)
- Sauce d'arrachide ou Kansiyé - складається з арахісової пасти, води, гострого перцю чилі, помідорів, часнику та цибулі.

## Напої
Традиційні гвінейські напої включають:
- Імбирний напій (імбирне пиво)
- Напій із гібіскусу (jus de bissap)
- У немусульманських районах використовують пальмове вино.